# Red Liberal de América Latina
Red Liberal de América Latina (RELIAL) es una organización regional que agrupa a diversas asociaciones liberales de América Latina. Está vinculada a la Internacional Liberal, al Consejo de los Demócratas y Liberales Asiáticos (en inglés, Council of Asian Liberals and Democrats - [CALD]), a la Red Liberal de África (en inglés Africa Liberal Network - ALN) y la Federación Liberal Árabe (en inglés Arab Liberal Federation - ALF) y colabora cercanamente con la Oficina Regional para América Latina de la Fundación Friedrich Naumann para la Libertad. Entre sus actividades más importantes está la publicación del Índice de Calidad Institucional. Esta organización se asume como liberal clásica.

## Estructura
La Mesa Directiva está compuesta por:
- Presidente: Félix Maradiaga de Fundación Libertad, Nicaragua (2024-2026)
- Vicepresidente: Carlos Delgado, Instituto Manuel Oribe, Uruguay (2024-2026)
- Secretario: Guillermo Peña, Fundación Eléutera, Honduras (2024-2026)
- Vocales: Francisco Mendoza, (Libre Razón, Ecuador); Victoria Jardim, (IEE, Brasil) y José Guillermo Godoy, (Federalismo y Libertad, Argentina).

Simultáneamente a la Mesa Directiva, acompaña a las acciones de la Red, la Junta Honorífica, que es integrada por un consejo consultivo compuesto por referentes de liberales de Latinoamérica. Sus miembros son: Carlos Alberto Montaner, Mario Vargas Llosa, Carlos Sabino, Sergio Sarmiento, Ricardo López Murphy y Marcela Prieto.

## Historia
Relial fue fundada en 2004 con la ayuda de la Fundación Friedrich Naumann para la Libertad, una organización alemana. Con sede en la Ciudad de México, nuclea 46 instituciones liberales de 16 países latinoamericanos (31 miembros plenos, 5 adherentes y 10 observadores). 
RELIAL conduce desde 2023 un seminario sobre la influencia de China en América Latina. Ha publicado 1 libro de investigación.